# Know What I Mean?
Know What I Mean? é um álbum de estúdio de Julian "Cannonball" Adderley, acompanhado por Bill Evans e com seção rítmica do Modern Jazz Quartet. Foi lançado pela Riverside Records como RLP-433.

## Alinhamento de faixas
1. "Waltz for Debby" (Bill Evans, Gene Lees) – 5:15
2. "Goodbye" (Gordon Jenkins) – 6:15
3. "Who Cares?" (Take 5) (George Gershwin, Ira Gershwin) – 5:57
4. "Who Cares?" (Take 4) – 5:55
5. "Venice" (John Lewis) – 2:55
6. "Toy" (Clifford Jordan) – 5:09
7. "Elsa" (Earl Zindars) – 5:52
8. "Nancy (With the Laughing Face)" (Phil Silvers, Jimmy Van Heusen) – 4:08
9. "Know What I Mean?" (Re-take 7) (Evans) – 4:54
10. "Know What I Mean?" (Take 12) – 7:01